# سبرينغفيل (ويسكونسن)
سبرينغفيل (بالإنجليزية: Springville, Wisconsin)‏ هي بلدة تقع بولاية ويسكونسن في الولايات المتحدة. تبلغ مساحتها 115.8 (كم²)، وترتفع عن سطح البحر 299 م، بلغ عدد سكانها 1318 نسمة في عام 2010 حسب إحصاء مكتب تعداد الولايات المتحدة وتصل الكثافة السكانية فيها 11.7 نسمة/كم2.

## وصلات خارجية
- The US50 - Cities and Towns in Wisconsin State
- Wisconsin Cities and Towns, Facts, Map, Flag, Colleges, Government, and More